# Verrua Savoia
Verrua Savoia – miejscowość i gmina we Włoszech, w regionie Piemont, w prowincji Turyn.
Według danych na rok 2004 gminę zamieszkiwało 1471 osób, 47,5 os./km².